# Club Atlético Liniers
O Club Atlético Liniers, também conhecido como Liniers de Bahía Blanca, é um clube esportivo localizado na cidade de Bahía Blanca, capital do partido de mesmo nome, na província de Buenos Aires, na Argentina. Foi fundado em 8 de outubro de 1908 e ostenta as cores           preto e branco.
Sua principal atividade esportiva é o futebol profissional. O clube disputa atualmente o Torneo Federal A, uma das duas ligas que compõem a terceira divisão do sistema de ligas de futebol argentino.
O clube manda seus jogos no estádio Dr. Alejandro Pérez, do qual é proprietário, e cuja inauguração ocorreu em 1926. A praça esportiva, também localizada na cidade de Bahía Blanca, conta com capacidade para 12 000 espectadores.

## Títulos
| Nacionais | Nacionais                         | Nacionais | Nacionais |
|           | Competição                        | Títulos   | Temporadas |
| --------- | --------------------------------- | --------- | --- |
|           | Campeonato Argentino - 4° Divisão | 2         | Torneo Argentino B 1999-00 Torneo Regional Federal Amateur 2021-22                                                                                          |
|           | Campeonato Argentino - 5° Divisão | 1         | Torneo Argentino C 2007 |
| Regionais |                                   |           | |
|           | Competição                        | Títulos   | Temporadas |
|           | Liga del Sur                      | 20        | 1916, 1919, 1932, 1933, 1934, 1938, 1942, 1948, 1996, 1997, 2005, 2006, 2007, 2011, 2012, Apertura 2015, Apertura 2017, Clausura 2019, 2021 y Clausura 2022 |